# Tanaka Ao
Tanaka Ao (田中 碧) (Mijamae-ku, 1998. szeptember 10. –) japán válogatott labdarúgó.

## Klub
A labdarúgást a Kawasaki Frontale csapatában kezdte. 2017-ben, 2018-ban es 2020-ban japán bajnoki címet szerzett. 2021-ben a Fortuna Düsseldorf csapatához szerződött.

## Nemzeti válogatott
2019-ben debütált a japán válogatottban. A japán válogatottban 2 mérkőzést játszott.

## Statisztika
| Japán válogatott | Japán válogatott | Japán válogatott |
| Időszak          | Mérk.            | gól              |
| ---------------- | ---------------- | ---------------- |
| 2019             | 2                | 0                |
| Összesen         | 2                | 0                |

## Sikerei, díjai
Klub
- Japán bajnokság: 2017, 2018, 2020